# Auguste Jean-Gabriel de Caulaincourt
Pour les articles homonymes, voir Caulaincourt.
Auguste Jean-Gabriel de Caulaincourt, né le 16 septembre 1777 à Caulaincourt en Picardie et mort le 7 septembre 1812 à la bataille de la Moskova, est un général français de la Révolution et de l’Empire. 
Frère d'Armand de Caulaincourt, il entre dans la carrière des armes en 1792 et gravit tous les échelons jusqu'à celui de colonel du 19e régiment de dragons en 1801. En cette qualité, il participe à la bataille d'Austerlitz en 1805 avant de servir un temps auprès de Louis Bonaparte, devenu roi de Hollande. 
De retour dans l'armée française en 1808, il est affecté dans la péninsule Ibérique à la tête d'une brigade de dragons et se signale notamment au combat d'Arzobispo. Il prend part à la campagne de Russie de 1812 et perd la vie au cours d'une charge dirigée contre les positions russes lors de la bataille de la Moskova, alors qu'il venait de remplacer le général Montbrun à la tête d'un corps de cuirassiers.

## Biographie

### Origines
Il est né dans une famille noble originaire du Vermandois, en Picardie, dans l'actuel département de l'Aisne. Il est le fils de Gabriel Louis de Caulaincourt, 4e marquis de Caulaincourt et d'Anne Joséphine de Barandier de La Chaussée d'Eu.
Il est le frère cadet d'Armand Augustin Louis de Caulaincourt, 5e marquis de Caulaincourt et 1er duc de Vicence, grand écuyer de l'empereur Napoléon Ier.

### Carrière sous la Révolution française
D'après son biographe Charles Thoumas, Caulaincourt se serait engagé au 8e régiment de cavalerie (ex-cuirassiers du Roi) le 14 juin 1792, ce qui est contredit par Georges Six qui indique qu'il aurait rejoint cette unité en tant que volontaire dès le 6 janvier de cette même année. Il est envoyé sur le front mais est rayé des contrôles pour congé dès avril 1793. Il réapparaît deux ans plus tard en étant promu sous-lieutenant et aide de camp auprès du général Aubert-Dubayet le 28 mars 1795. Le 24 août suivant, il passe avec son grade dans le 12e dragons avant d'être nommé lieutenant au 1er régiment de carabiniers le 21 janvier 1796, capitaine au 21e régiment de dragons le 28 janvier 1797 et enfin capitaine au 1er dragons le 22 janvier 1798.
C'est en cette qualité que Caulaincourt participe, dans les rangs de l'armée du Danube, à la bataille d'Ostrach le 21 mars 1799, au cours de laquelle il enfonce deux escadrons de hussards autrichiens et leur inflige une vingtaine de pertes, et à celle de Stockach qui a lieu quatre jours plus tard. Après avoir servi un temps comme aide de camp du général Klein, il est transféré à l'armée d'Helvétie et est élevé au grade de chef d'escadron à titre provisoire le 30 juin. Il intègre alors la division Lecourbe pour y commander les deux escadrons du 12e chasseurs qui sont attachés aux forces de ce général. Il occupe Schwytz au mois d'août et se distingue le 1er octobre au combat de Muotathal où il reçoit un coup de lance. 
Caulaincourt retourne ensuite au 1er dragons qu'il conduit à la bataille de Marengo en juin 1800. Au cours de l'affrontement, alors que ses cavaliers protègent un mouvement de repli des fantassins de Victor, il est blessé d'un coup de feu à la tête. Il est confirmé dans ses fonctions de chef d'escadron par arrêté des consuls le 17 décembre 1800. Il se signale encore en Italie au début de l'année 1801 en s'emparant avec 40 dragons du village de Vedelago et de sa garnison autrichienne de 400 hommes. Promu chef de brigade du 19e régiment de dragons le 24 août suivant, il rentre en France après la paix et tient garnison dans la 16e division militaire.

### Les débuts de l'Empire

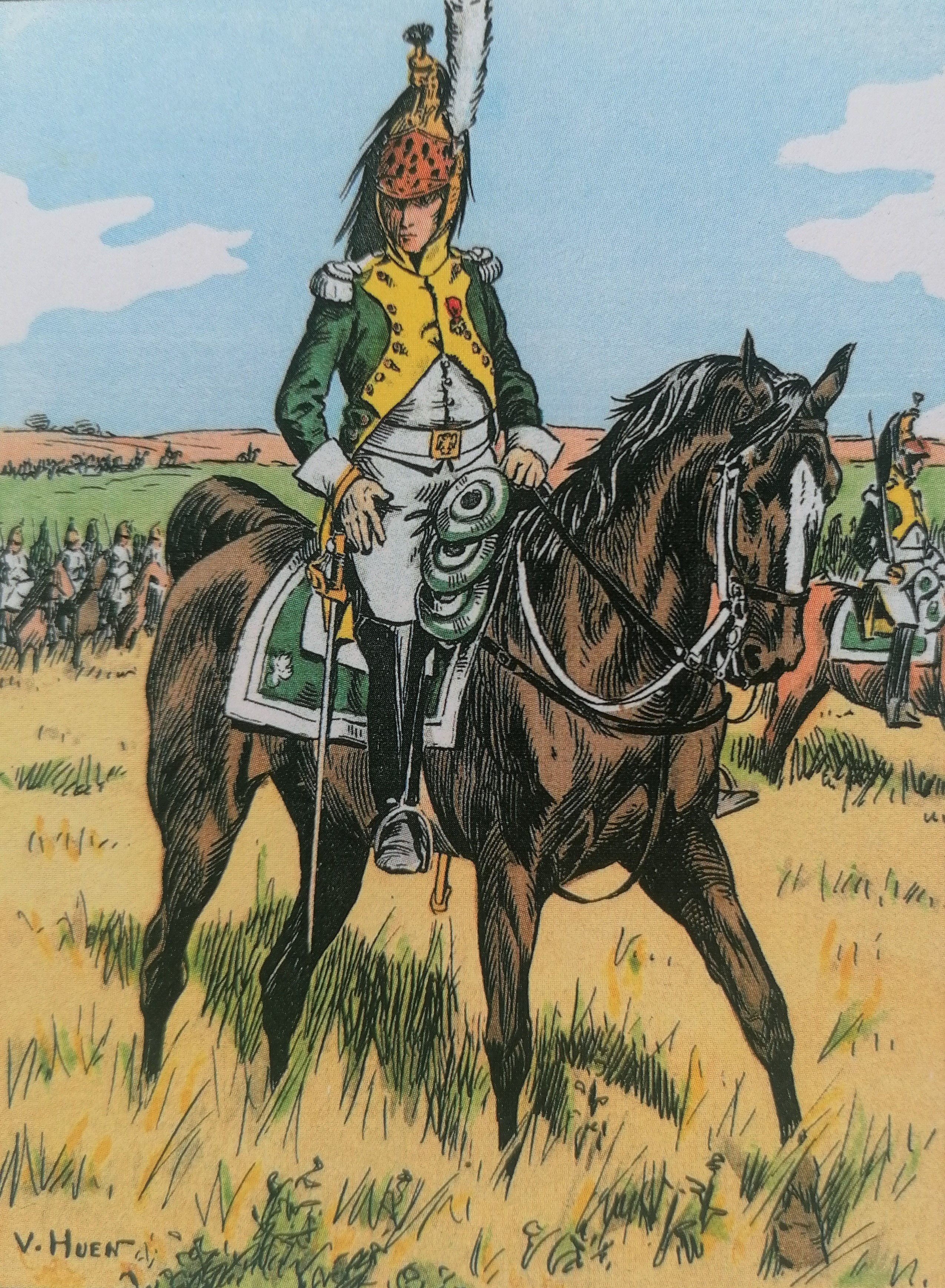
Auguste de Caulaincourt en grande tenue de colonel du 19e dragons, 1806, par Victor Huen.

Créé membre de la Légion d'honneur le 9 décembre 1803 puis officier de l'ordre le 15 avril 1805, il est nommé aide de camp de Louis Bonaparte le 9 juin 1804, tout en conservant le commandement de son régiment.
Il est toujours à la tête du 19e dragons lorsqu'éclate la campagne d'Allemagne de 1805. Lui et ses hommes sont affectés à la 4e division de dragons du général Bourcier, appartenant à la réserve de cavalerie de la Grande Armée. Au moment de franchir le Rhin pour aller combattre les armées austro-russes, le 19e dragons aligne 458 cavaliers répartis en trois escadrons. Le 14 octobre, Caulaincourt participe avec son régiment à la bataille d'Elchingen, où son unité, conjointement avec le 18e dragons, forme une brigade sous le général Laplanche. Quelque temps plus tard, le 2 décembre, a lieu la bataille d'Austerlitz au cours de laquelle le 19e dragons de Caulaincourt, fort à ce moment de 412 hommes, est engagé dans la lutte pour la possession du village de Sokolnitz, à la droite du dispositif français. 
En récompense de ses services, Caulaincourt reçoit la croix de commandant de la Légion d'honneur le 25 décembre 1805. Lorsque Louis Bonaparte est proclamé roi de Hollande en mai 1806, il le suit en qualité d'aide de camp et grand écuyer (21 juin) et est nommé général-major de l'armée hollandaise le 30 août suivant. Après avoir exercé un court laps de temps les fonctions de ministre plénipotentiaire de Hollande à Naples, de décembre 1807 à janvier 1808, il réintègre l'armée française avec le grade de général de brigade un mois plus tard. 
Employé à la division de cavalerie réunie à Poitiers le 11 février, il se voit gratifier d'une rente de 4 000 francs sur la Westphalie le 17 mars ; le titre de baron de l'Empire lui est également décerné, soit le 19 mars soit au mois de mai. Toujours en 1808, il achète le château de la Brûlerie situé à Douchy dans le département du Loiret.

### Dans la péninsule Ibérique

#### Premières opérations
Au début de l'année 1808 est organisé le corps d'observation des Pyrénées occidentales, qui ne tarde pas à se mettre en route pour l'Espagne où Napoléon cherche à évincer les Bourbons du trône. Les deux brigades de cavalerie de ce corps, constituées à partir de régiments ou d'escadrons de marche, sont commandées respectivement par les généraux Lagrange et Caulaincourt. Ce dernier entre en Espagne le 19 mars 1808. Vers la fin avril, ses 1 635 cavaliers sont cantonnés dans la région de Burgos et de Valladolid. La brigade Caulaincourt est cependant dissoute peu après le déclenchement de l'insurrection espagnole et les hommes renvoyés à leurs unités d'origine. 
Caulaincourt se contente alors de servir à l'état-major de l'armée d'Espagne, et ce jusqu'à la fin de l'année. Durant l'été, il est envoyé avec une colonne de différentes armes pour réprimer l'insurrection qui s'est déclarée dans la province de Cuenca et pour y punir l'attentat commis sur un officier et sur quelques soldats français massacrés par la population. Parti de Tarazona, il arrive le 3 juillet devant Cuenca, où il trouve 4 000 Espagnols disposés à défendre cette position avec des pièces de canon. Il met en fuite ces derniers avec une perte de 7  à   800 hommes tandis que le reste se réfugie dans les montagnes. Il soumet ensuite la ville à un pillage en règle au cours duquel plusieurs habitants sont assassinés par les soldats français. Caulaincourt lui-même, cherchant à canaliser les excès de ses troupes, ordonne le sac de la cathédrale afin d'en redistribuer les richesses à ses officiers. Après la capitulation française de Bailén, il parvient à ramener ses troupes à Madrid malgré la précarité de ses lignes de communication. Le trafic des biens spoliés de Cuenca, auquel se livrent ses soldats à leur retour dans la capitale, suscite l'indignation du roi Joseph Bonaparte qui écrit à Napoléon : « toutes les personnes sensées de l'armée et du ministère me disent qu'il vaudrait mieux qu'il [Caulaincourt] y eût essuyé un échec [à Cuenca] que de tenir cette conduite ».
Le 24 décembre 1808, Caulaincourt est placé à la tête de la 2e brigade de la 4e division de dragons, menée par le général La Houssaye, à la suite du renvoi pour insubordination du général de brigade Rioult-Davenay. Le nouveau commandant a sous ses ordres les 18e et 19e dragons. D'abord stationnée avec le reste de la division en Galice à la mi-janvier 1809, la brigade prend part à la deuxième invasion napoléonienne du Portugal au mois de mars. Dans les premiers jours de la campagne, les cavaliers de Caulaincourt contribuent à la prise de Chaves, où ils s'emparent d'un canon, et à la victoire de Braga en repoussant 6 000 Portugais et en prenant un autre canon. Ses dragons enlèvent ensuite deux drapeaux à la bataille d'Oporto puis un autre à Penafiel au cours d'une charge qui cause de lourdes pertes dans les rangs espagnols. Non loin d'Amarante, alors qu'il commande l'avant-garde des généraux Delaborde et Loison, il bat, avec un bataillon du 17e d'infanterie légère et le 19e régiment de dragons, un corps portugais et occupe Amarante. Le 12 mai, lorsque Loison juge à propos d'évacuer cette ville, Caulaincourt est affecté au commandement de son arrière-garde, composée de trois bataillons d'infanterie et du 19e dragons, et s'acquitte de sa mission avec succès.

#### Combat d'Arzobispo

Caulaincourt s'illustre en août 1809 dans un combat livré aux Espagnols pour la capture du pont d'Arzobispo (ici vu par un témoin à l'époque de la guerre d'indépendance espagnole).

Au 1er juillet 1809, sa brigade est en garnison à Benavente. Quelques semaines plus tard, le maréchal Soult, commandant les 2e, 5e et 6e corps réunis, se met en marche vers le sud afin d'accrocher les armées anglo-espagnoles des généraux Wellesley et Cuesta, aventurées non loin de Madrid. Le 7 août, les troupes impériales arrivent à Puente del Arzobispo, sur les bords du Tage. Les forces espagnoles, de leur côté, ont achevé de se replier sur la rive sud du fleuve et seul un contingent d'arrière-garde aux ordres du duc d'Alburquerque demeure sur place afin de barrer la route aux Français. Alors que le pont qui commande le passage du fleuve est aux mains de ses adversaires, Soult est informé de l'existence, plus en aval, d'un gué relativement peu profond dans lequel les chevaux peuvent s'engager. 
Dès le lendemain, en début d'après-midi, les 18e et 19e dragons de la brigade Caulaincourt, marchant en tête de la division La Houssaye, se jettent dans les eaux du Tage à l'emplacement indiqué et prennent pied sur l'autre rive. La cavalerie espagnole déployée à proximité est mise en déroute tandis qu'un bataillon d'infanterie qui cherchait à former le carré est rompu par les dragons. Soudain, 2 500 cavaliers espagnols conduits par Alburquerque débouchent sur le terrain et chargent de manière décousue leurs homologues français. Les hommes de Caulaincourt, bientôt soutenus par le reste de la cavalerie impériale, font cependant bonne contenance et, à l'issue d'une mêlée vigoureuse, enfoncent les Espagnols qu'ils poursuivent sur une certaine distance. Dans le même temps, l'infanterie française s'empare du pont d'Arzobispo. Les pertes françaises sont d'à peine 120 tués ou blessés tandis que les vaincus déplorent 1 400 tués, blessés ou prisonniers et 16 canons perdus. 
Cette victoire permet à l'armée française de prendre pied sur la rive sud du Tage même si Soult, sur ordre du roi Joseph, ne tarde pas à suspendre son offensive. Dans son rapport à Napoléon, le maréchal écrit que ce combat « fait honneur à la 4e division de dragons commandée par le général La Houssaye mais particulièrement à la brigade Caulaincourt. Ce général a montré dans cette affaire autant de sang-froid que de valeur, et il a prouvé qu'il était officier consommé dans son arme ». Pour sa conduite à Arzobispo, l'Empereur nomme Caulaincourt général de division le 7 septembre 1809 et lui donne, le 29 novembre suivant, le commandement des cinq brigades de dragons provisoires composant la cavalerie du 8e corps de l'armée d'Espagne,.

### Mort en Russie
Mis en congé pour raisons de santé le 28 février 1810, Caulaincourt rentre en France. Il est alors successivement nommé gouverneur des pages et, en octobre 1811, grand-croix de l'ordre de la Réunion. Appelé à faire partie de la campagne de Russie, il est nommé commandant du grand quartier général impérial le 7 juillet 1812. Dans ses Mémoires, son frère, le grand écuyer Armand de Caulaincourt, écrit : 

« [Napoléon] crut aussi rétablir l'ordre au grand quartier général en chargeant de son commandement un officier qui osât tenir tête aux chefs de la Garde. Mon frère […] eut le dangereux honneur d'être chargé de ce commandement. L'Empereur connaissait sa fermeté et son amour de l'ordre. […] Il lui recommanda particulièrement le rétablissement de l'ordre, la surveillance des hôpitaux, des magasins, des approvisionnements, et surtout d'en imposer à la Garde. Mon frère passa les jours et les nuits à faire manutentionner, à améliorer l'état des hôpitaux. Il fallait souvent défendre les magasins et les distributions, l'épée à la main. Il ne cachait rien à l'Empereur. La Garde, sur laquelle personne n'osait rien dire, n'était pas plus ménagée par lui que les autres corps. »

Mort du général Caulaincourt (au centre sur le cheval blanc) durant la prise de la grande redoute à la bataille de la Moskova. Tableau de Eugène-Louis Charpentier.

Le 7 septembre suivant, il est présent à la bataille de la Moskova qui oppose la Grande Armée de Napoléon aux forces russes du général Koutouzov. Dans les premières heures de l'après-midi, l'Empereur, qui vient d'apprendre la prise de Semionovskoïe par ses troupes, décide de lancer une attaque massive sur le centre russe et en particulier contre la « grande redoute » dont le feu cause de lourdes pertes aux Français. Le général Montbrun ayant été tué par un éclat d'obus peu de temps auparavant, Napoléon le remplace dans le commandement du 2e corps de cavalerie par le général Caulaincourt, à qui il lance : « faites comme à l'Arzobispo ».
Caulaincourt se rend aussitôt à son poste pour prendre la tête des divisions de grosse cavalerie Wathier et Defrance ainsi que de la division de cavalerie légère Pajol. Un peu avant 15 h, la charge s'ébranle, soutenue à gauche par l'infanterie d'Eugène de Beauharnais et à droite par le 4e corps de cavalerie de Latour-Maubourg. Caulaincourt chevauche en tête de ses escadrons, avec derrière lui les 5e et 8e régiments de cuirassiers, suivis par les carabiniers de Defrance. Sous le poids de l'impact, la cavalerie russe lancée en contre-attaque est rejetée. Le commandant français opère alors une conversion à gauche et surgit avec ses cavaliers dans le dos de la grande redoute. Les artilleurs russes, pris à revers, sont annihilés et la position enlevée malgré les tentatives faites par la cavalerie russe pour la reprendre. 
Le général Caulaincourt est tué dès son arrivée dans la redoute adverse par un boulet de canon. Il est l'un des treize généraux français tués ou mortellement blessés à la Moskova,. À l'annonce de sa mort, Napoléon déclare à l'intention du grand écuyer et frère du défunt, présent à ses côtés : « il est mort comme un brave, en décidant la bataille. La France perd un de ses meilleurs officiers ». La dépouille de Caulaincourt est inhumée dans la grande redoute en compagnie d'autres victimes. Son nom figure sur l'arc de triomphe de l'Étoile à Paris, côté Est.
Les papiers personnels de la famille de Caulaincourt sont conservés aux Archives nationales, dans la sous-série 95 AP .

### Vie privée
Auguste Jean Gabriel de Caulaincourt a une liaison avec Louise-Amélie Dubois de Courval (1777-1858, épouse puis veuve en 1810 de l'officier de cavalerie Jules de Poilloüe, marquis de Saint Mars) qui lui donne un fils illégitime, Auguste Fromet de Rosnay (Paris, 5 décembre 1806 - 1885), reconnu par le magistrat Alexis Fromet de Rosnay (1742-1829) lorsque celui-ci épouse Louise-Amélie en décembre 1814.
Auguste Jean Gabriel de Caulaincourt épouse le 12 juillet 1812 Henriette Blanche d'Aubusson de La Feuillade (1795-1835), fille de Pierre Raymond Hector d'Aubusson de La Feuillade, chambellan de l'impératrice Joséphine, ministre plénipotentiaire, puis ambassadeur de l'empereur Napoléon Ier, pair de France pendant les Cent-Jours et la monarchie de Juillet, et d'Agathe Renée de La Barberie de Reffuveille. Comme son époux, elle appartient à une famille de l'ancienne noblesse ralliée à l'Empire. Veuve sans postérité après trois mois de mariage, elle ne se remarie pas en souvenir de son époux.

## Considérations
Dans ses Souvenirs, le maréchal Boniface de Castellane parle de Caulaincourt comme d'un « officier général d'un grand mérite, d'un caractère ferme et droit ». Un autre mémorialiste, Eugène Labaume, dit de lui : « à la valeur du guerrier, il unissait l'urbanité de l'homme du monde ; éclairé, poli, spirituel, noble et généreux, il brillait de toutes les qualités et de toutes les vertus d'un chevalier français ». Le pillage de Cuenca par ses troupes en 1808 jette cependant une ombre sur sa carrière. En ce qui concerne ses talents militaires, l'historienne Marie-Pierre Rey reconnaît en lui un « militaire expérimenté » mais moins charismatique que son homologue Montbrun dont il relève le commandement au pied levé à la Moskova. Le général Thoumas écrit : 

« Le nom de Caulaincourt […] est resté dans l'histoire inséparable du nom de la Moskowa ; peut-être s'était-il montré au combat de l'Arzobispo plus habile et plus vaillant encore qu'à la prise de la grande redoute. Sa qualité maîtresse fut, paraît-il, le sang-froid. Quelque grand que fût le danger, quelque animé que fût le combat, il demeurait en apparence impassible et conservait un calme imperturbable dont il donna surtout la preuve sur le champ de bataille de Marengo en soutenant avec une poignée de cavaliers la retraite du corps de Lannes. »

## Armoiries
| Figure                                        | Blasonnement |
| Blason d'Auguste Jean Gabriel de Caulaincourt | Armes du baron de Caulaincourt et de l'Empire (décret du 19 mars 1808, lettres patentes de juin 1808 (Bayonne)) De sable coupé d'or, le coupé d'or chargé d'un sauvage de gueules appuyé sur une massue de sable et portant sur le poing dextre un coq de sable, franc quartier de baron sorti de l'armée., Livrées : bleu, noir, jaune, et rouge. |